# Vasyl' Sačko
Vasyl' Viktorovič Sačko (in ucraino Василь Вікторович Сачко?; Staromlynivka, 3 maggio 1975) è un allenatore di calcio ed ex calciatore ucraino, di ruolo attaccante.

## Palmarès

### Giocatore

#### Competizioni nazionali
- Perša Liha: 1

Volyn: 2001-2002

### Individuale
- Capocannoniere della Perša Liha: 1

2001-2002 (17 reti)